# Daruvarski Brestovac
Daruvarski Brestovac je naselje u Republici Hrvatskoj, u sastavu općine Končanica, Bjelovarsko-bilogorska županija.

## Stanovništvo
Prema popisu stanovništva iz 2001. godine, naselje je imalo 887 stanovnika te 307 obiteljskih kućanstava.
| broj stanovnika | 810   | 1214  | 1500  | 1650  | 1870  | 2043  | 1843  | 1852  | 1551  | 1581  | 1511  | 1200  | 1038  | 889   | 887   | 702   | 546   |
|                 | 1857. | 1869. | 1880. | 1890. | 1900. | 1910. | 1921. | 1931. | 1948. | 1953. | 1961. | 1971. | 1981. | 1991. | 2001. | 2011. | 2021. |

## Povijest
Još u 13. stoljeću na današnjem području općine Končanica spominje se utvrda Brestovac, a oko 1334. godine uoči turskih pohoda na ove krajeve, među najvećim naseljima ovoga kraja koji se tada naziva «Toplica» spominje se naselje Brestovac.
Od 1524. do 1687. godine cijelo ovo područje je pod turskom vlašću.
Nakon okupacije Slavonije od strane Austrije oko 1700. godine, Daruvarski Brestovac uz starosjedioce počinju naseljavati Hrvati iz Posavine, Gorskog kotara i Like te Vlasi prebjegli iz Bosne pred Turcima.
Vrlo slabu naseljenost tadašnje Vojne krajine austrijske vlasti rješavaju tako da potiču migracijske procese. Bilo je to pravo vrijeme da se brojne češke obitelji upute u manje naseljene dijelove carevine, tako da u prvoj polovici 19. stoljeća dolazi do naseljavanja Čeha u ove krajeve, tako da prve kolonije Čeha nastaju oko 1829. godine upravo na području Brestovca.

## Šport
- NK Mladost, nogometni klub